# Bandera de les illes Tuamotu
La bandera de les illes Tuamotu és la bandera de Tuamotu, part de la Polinèsia Francesa a l'Oceà Pacífic, governada per França. és la bandera de Tuamotu, part de la Polinèsia Francesa a l'Oceà Pacífic, governada per França.
Està dividida horitzontalment en tres franges vermella, blanca i vermella, i amb una banda blava vertical a l'asta, d'una amplada de 2/7. Sobre la banda blanca apareixen dues fileres de vuit estrelles blaves de cinc puntes. Les franges vermelles i blanca són les tradicionals de la bandera de la Polinèsia Francesa. La banda blava representa el cel i el mar. En conjunt, els colors recorden els de la bandera de França. Les setze estrelles simbolitzen les setze comunes de l'arxipèlag.
La bandera va ser adaptada el 1975 sobre la base de la bandera d'un antic regne de les Tuamotu utilitzada entre el 1832 i 1843. L'abast d'aquest regne és imprecís i la bandera tenia vuit estrelles. Els colors són els del regne de Tahití. Aquesta bandera no s'ha utilitzat a l'atol d'Anaa, lloc d'origen de la dinastia Pomare.

## Banderes històriques

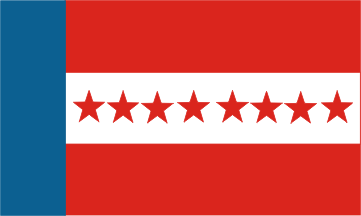
Regne de Tuamotu (1832-1843)